# Francisco Ruizgé
Francisco Ruizgé, né en 1969 à Callosa de Segura en Espagne, est un dessinateur de bande dessinée espagnol.

## Œuvre

### Albums
- Eloïsa et Napoléon, scénario de Cristina Florido, dessins de Francisco Ruizgé, La Boîte à bulles, collection Contre-jour, 2012  (ISBN 978-2-84953-150-1)

- La Geste des Chevaliers Dragons, scénario d'Ange, Soleil Productions

9. Aveugles, dessins de Francisco Ruizgé, 2009  (ISBN 978-2-302-00880-9)
- Indicible, scénario de Patrick Renault, dessins de Francisco Ruizgé, Soleil Productions

1. Les Dieux noirs[1], 2013  (ISBN 978-2-30202-026-9)

- Luxley, scénario de Valérie Mangin, dessins de Francisco Ruizgé, Soleil Productions (tome 1) puis Quadrants, collection Boussole (à partir du tome 3)

1. Le Mauvais Œil, 2005  (ISBN 2-84565-985-7)
2. Sainte Inquisition, 2006  (ISBN 2-84946-382-5)
3. Le Sang de Paris, 2008  (ISBN 978-2-84946-984-2)
4. Le Sultan, 2009  (ISBN 978-2-302-00487-0)
5. Le Nouveau Monde, 2011  (ISBN 978-2-302-01118-2)

- Prométhée, scénario de Christophe Bec, Soleil Productions

5. Le Sarcophage, dessins de Francisco Ruizgé, Federico Carlo Ferniani, VAX, Frédéric Peynet, Thierry Démarez et Stefano Raffaele, 2012  (ISBN 978-2-302-01961-4)
- Ruina Montium, dessins de Sergio Bleda et scénario de Francisco Ruizge, 2021.
- 1/2 La part de l'ombre - Tuer Hitler, Glénat, Grenoble, janvier 2021
Scénario : Patrice Perna - Dessin : Francisco Ruizgé - Couleurs : Delf - 9781344033142

- 2/2 La part de l'ombre - Rendre justice, Glénat, Grenoble, octobre 2021
Scénario : Patrice Perna - Dessin : Francisco Ruizgé - Couleurs : Delf - 9781344033159